# Poling
Poling est une paroisse civile et un village du Sussex de l'Ouest, en Angleterre.